# Dasaki Achnas
Dasaki Achnas (griechisch Δασάκι Άχνας) ist ein Dorf auf der Mittelmeerinsel Zypern im Bezirk Famagusta der Republik Zypern. Der Ort liegt unweit des alten Dorfes Achna/Düzce, nach dem Dasaki Achnas benannt wurde. Dasaki Achnas liegt in der britischen Militärbasis Dhekelia.

## Geschichte

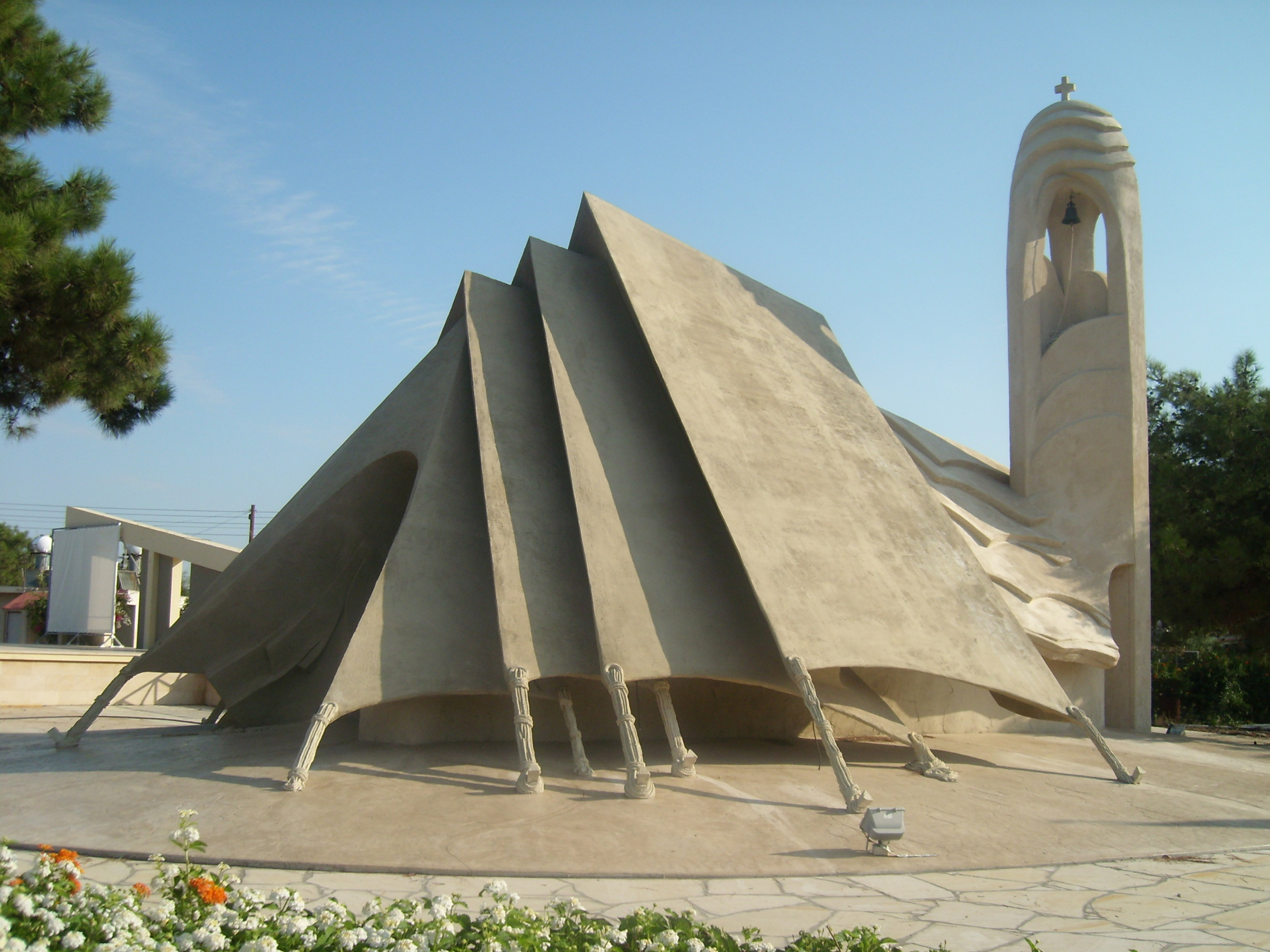
Die „Dasaki tis Achnas“-Gedenkkapelle soll an die Zeltstadt erinnern

1974 wurde das gleichnamige Dorf Achna, nach Abschluss des Waffenstillstandes in der zweiten Phase der Operation Atilla, doch noch von türkischen Truppen besetzt. Die Einwohner konnten in das nahegelegene Wäldchen von Achna (Δασάκι της Άχνας, Dasaki tis Achnas) fliehen, wo sie eine provisorische Zeltstadt, das Achna-Flüchtlingslager (Achna Refugee Camp) errichteten.
Später entstand das neue Dorf Dasaki Achnas in Sichtweite des alten, welches sich nun unbewohnt jenseits der Grünen Linie befindet. 2006 wurde in Dasaki Achnas ein Auffanglager errichtet, in dem während des Libanonkrieges libanesische Flüchtlinge untergekommen sind. Es hat ca. 2000 Einwohner.

## Sport
Bekannt ist der Ort für den Fußballverein Ethnikos Achnas.

## Sonstiges
Der Achna-Damm ist bei Fischern beliebt, seine Gegend bei Ornithologen.